# 해체신서

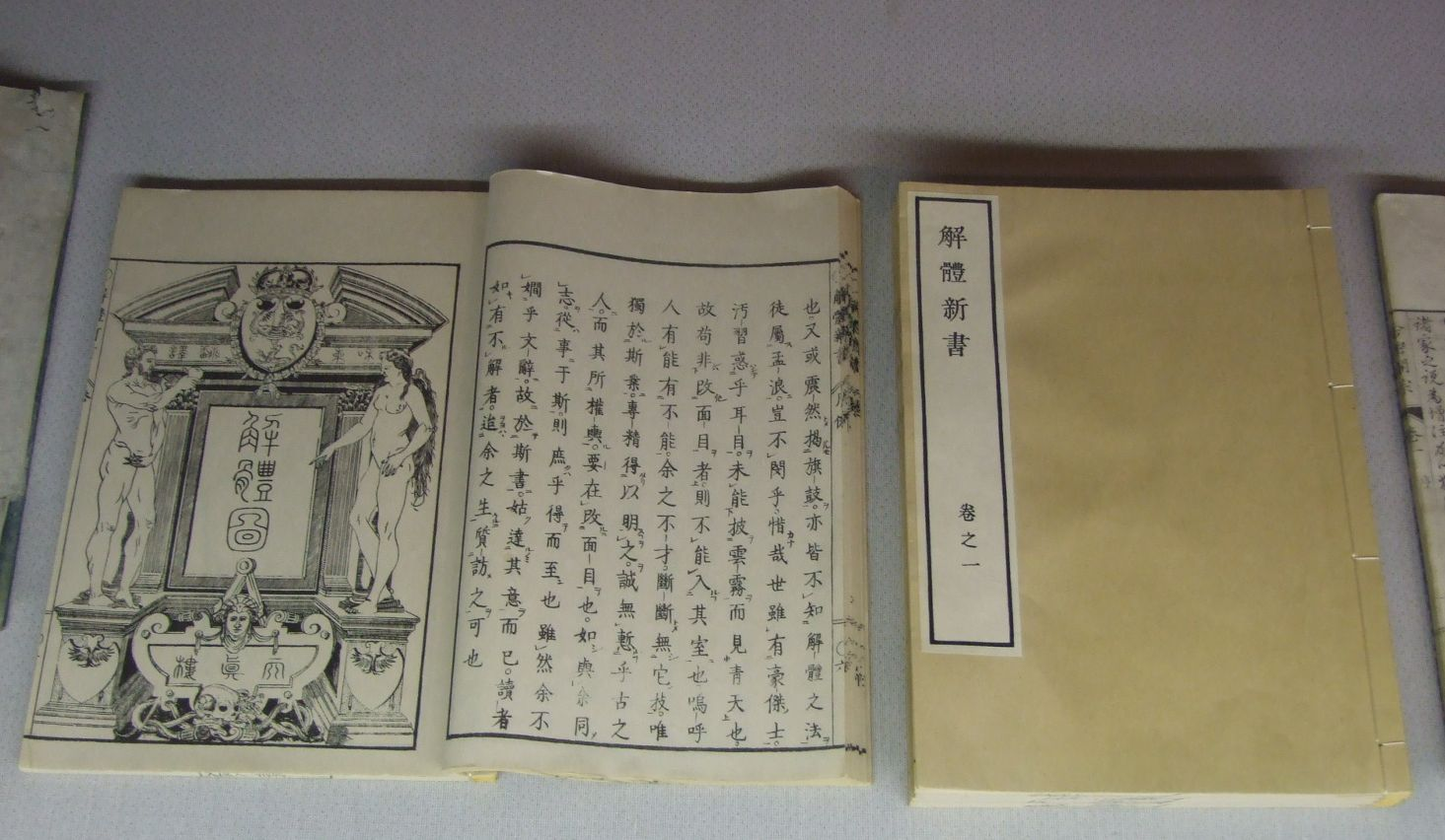
데키주쿠 소장 《해체신서》
표지 그림은 저본인 《타펠 아나토미아》의 표지 그림과 크게 다르다.

《해체신서》(解體新書, 일본어: 解体新書 가이타이신쇼[*])는 에도 시대(1774년, 안에이 3년)에 일본어로 번역된 해부학 서적이다. 독일의 의사 요한 아담 쿨무스의 라틴어로 된 《타불라에 아나토미카에》(Tabulae Anatomicae) (1722년 이전 초판(정확한 연도는 알 수 없음), 폴란드-리투아니아 연방의 그단스크에서 출판됨, 일본어 통칭은 없음)의 네덜란드어 번역본인 《온틀레드쿤디허 타펠렌》(Ontleedkundige Tafelen) (1734년에 간행됨, 일본에서는 보통 《타펠 아나토미아》(Tafel Anatomie)로 알려짐)을 기반으로 한 것이다. 에도 시대의 일본인이 서양 의학서를 일본어로 번역한 책으로, 서양 서적 완역으로는 일본 최초인 책이다.

## 소개
유럽어권으로부터의 본격적인 번역서로는 일본 최초의 시도였으며, 그 밖에도 "일본 최초의 본격적인 서양 의학의 번역서", "일본 최초의 서양 의학서의 번역서", "서양 과학서의 일본 최초의 본격적인 번역서", "일본 최초의 서양 해부학 역술서", 등 개별 사전들의 해설은 대상 범위에 상당한 차이가 있다.
저자는 마에노 료타쿠(번역계)와 스기타 겐파쿠(청서계)이다. 에도 시대 중기에 해당하는 1774년(안에이 3년)에 에도 니혼바시의 발행소인 스하라야 이치베에에서 간행되었다. 본문은 4권, 그림책 1권으로 구성되어 있다. 내용은 한문체로 쓰여져 있다.

## 경위

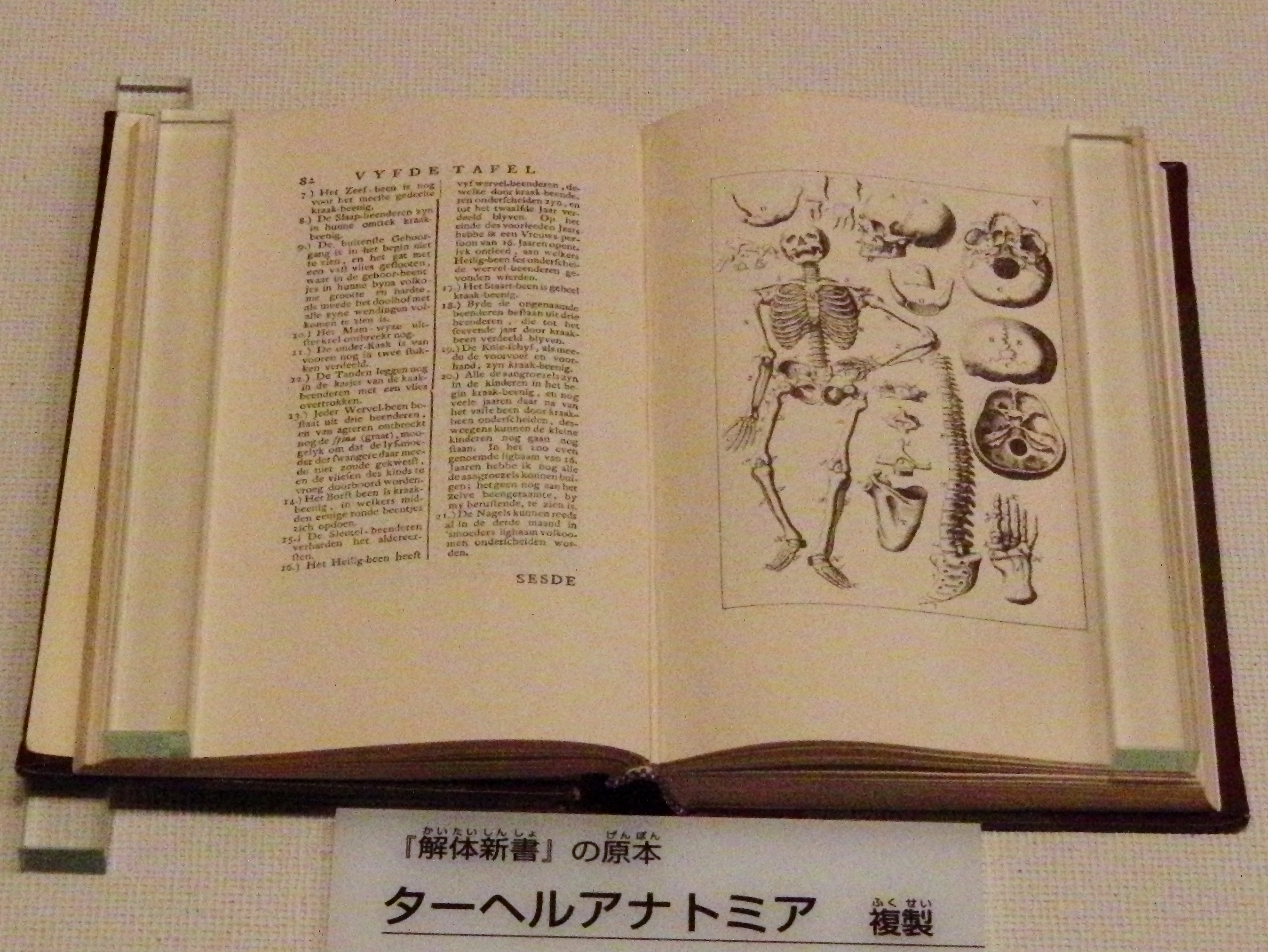
《타펠 아나토미아》(복제본) / 일본 국립과학박물관의 전시물

1771년(메이와 8년) 3월 4일, 난학의인 스기타 겐파쿠, 마에노 료타쿠, 나카가와 쥰안 등은 코즈카파라 형장에서 처형된 사형수들에 대한 부검을 실시하여 연구를 했다(지금으로선 가츠라가와 호슈도 이 곳에 있었을 가능성이 있으나, 《난학사시》에 나오는 묘사로 볼 때, 호슈는 이곳에 없었을 가능성이 더 높아 보인다). 스기카 겐파쿠와 마에노 료타쿠 두 사람은 네덜란드로부터 건너온 해부학서인 《타펠 아나토미아》(Tafel Anatomie)를 각각 소지하고 있었다. 스기타 겐파쿠는 실제 해부와 비교해 《타펠 아나토미아》의 정확성에 경탄하여, 마에노 료타쿠에게 이를 번역하자고 제안한다. 전부터 난학서 번역의 뜻을 품고 있던 마에노 료타쿠는 아에 찬동하였으며, 나카가와 쥰안도 가세해 다음 날인 3월 5일부터 마에노 료타쿠의 저택에 모여 번역을 개시했다.
당초에 스기타 겐파쿠와 나카가와 쥰안은 네덜란드어를 읽지 못했고, 네덜란드어에 대한 지식이 있는 마에노 료타쿠도 번역하기에는 어휘가 부족했다. 네덜란드어 통사는 나가사키에 있었기 때문에 협의하기도 어렵고, 당연하게도 사전도 없었기 때문에 번역 작업은 암호 해독에 가까웠다(이 모습에 대해서는 스기타 겐파쿠의 만년의 저서인 《난학사시》에 상세하게 나와 있다). 당시 에도 막부는 다른 서양 국가와의 접촉을 허용하지 않았기 때문에 다른 서양 언어로부터 이를 번역하는 것은 아주 힘든 일이었다. 스기타 겐파쿠는 이러한 어려운 번역 상황을 "노나 조타가 없는 배로 대해에 나선 것 같다"라고 표현했다. 1773년(안에이 2년)에 번역 목표에 도달하면서 사회, 특히 막부의 반응을 확인하기 위해 5페이지 분량의 《해체약도》를 간행하였다.
1774년(안에이 3년)에 4년이란 시간을 거쳐 《해체신서》가 간행되었다. 스기타 겐파쿠의 친구이자 오쿠이시인 가츠라가와 호산(가츠라가와 호슈의 아버지)가 《해체신서》를 쇼군에게 헌상했다.

## 관련 인물
- 마에노 료타쿠는 번역 작업에서 중심적인 역할을 했지만, 저자로서의 이름은 《해체신서》에 없다. 일설에 의하면 료타쿠가 나가사키 유학 도중에 덴만구에 학업 성취를 기도했을 때 자신의 이름을 올리기 위해 공부하는 것이 아나라고 약속했기 때문에 이름을 올리는 것을 거절했다고 한다. 또 다른 일설에는 번역서가 완전한 것이 아닌 것을 알고 있었기 때문에 학구파인 료타쿠는 학자적 양심으로 자신의 이름을 올리는 것을 떳떳하게 여기지 않았기 때문이라고 한다.
- 스기타 겐파쿠는 "나는 병도 많고, 나이도 많다. 언제 죽을지 모르겠다"며 번역서에 불완전한 부분이 있다는 것을 알면서도 간행을 서둘렀다(《해체약도》의 출판도 겐파쿠의 의도이며, 이에 대해 료타쿠는 불쾌함을 나타냈다고 한다). 하지만 겐파쿠는 당시 수명으로는 83세로 장수하였다. 언제 죽을지 모르고, 막부가 서구의 사상을 배포하는 것을 승인할지 확신할 수 없는 상황에서 이는 위험하지만 중요한 움직임이었다고 할 수 있다.
- 나카가와 쥰안은 《해체신서》 간행 후 가츠라가와 호슈와 함께 네덜란드어를 계속 공부했고, 스웨덴의 박물학자인 칼 페테르 툰베리에게 박물학에 대한 가르침을 받았다.
- 가츠라가와 호산은 스기타 겐파쿠와 같은 세대의 친구이다. 그는 법안(호겐)이라는 지위에 있었으며, 쇼군의 시의를 지냈다. 그는 번역 작업 자체에 직접적인 영향을 미치지는 않았지만, 그의 아들인 호슈를 참여시켰다. 또한 그는 네덜란드 의학서 3권에 해당하는 보충 자료를 제공하였다. 《해체신서》가 간행되자, 막부의 금기를 어길 가능성이 있었기 때문에 호산을 통해 오오쿠에 헌상되었다.
- 가츠라가와 호슈는 가츠라가와 호산의 장남으로 나중에 자신도 법안이 된다. 그는 번역 작업의 초기부터 작업에 관여했다고 전해진다. 나중에 오오츠키 겐타쿠와 함께 난학의 발전에 공헌하였다.

그 밖에 번역 작업에 관여한 사람은 서두에 이름이 나오는 이시카와 겐조, 《난학사시》에 이름이 나오는 토리야마 쇼엔, 기리야마 쇼테츠, 미네 슌타이 등이 있다.
- 요시오 고규는 네덜란드어 통사로 《해체신서》의 서문을 쓰고, 이 책이 료타쿠와 겐파쿠의 역작이라고 칭찬하여 높이고 있다.
- 히라가 겐나이는 1774년(안에이 3년) 정월에 스기타 겐파쿠의 집을 방문하여, 《해체신서》의 본문 번역이 거의 완성되어 해부도를 그릴 화가를 찾고 있는 것으로 알려졌을 때 오다노 나오타케를 소개했다.
- 오다노 나오타케는 아키타번 가쿠노다테의 무사이자 예술가로 아키타 란가라는 저명을 가지고 있다. 히라가 겐나이의 소개로 그는 원래 저본의 그림을 바탕으로 《해체신서》의 도판 원화를 그리게 되었다. 《해체신서》의 첫 번째 판이 나오기까지 반년이라는 짧은 시간이 걸렸다. 에도에서의 일한 것은 처음이었지만, 일본 학술사에 역사적인 기록을 세운 업적이었다.

## 《해체신서》의 내용

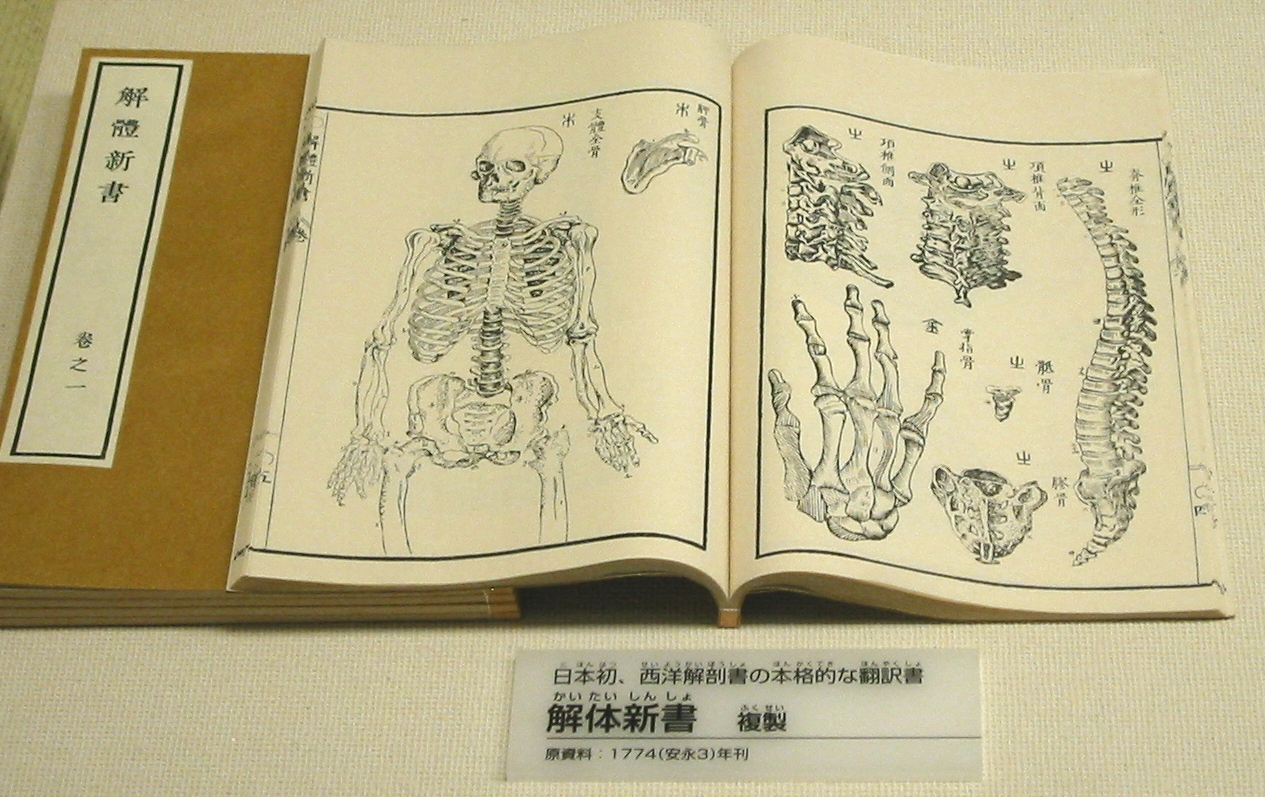
서도 (일본 국립과학박물관의 전시)

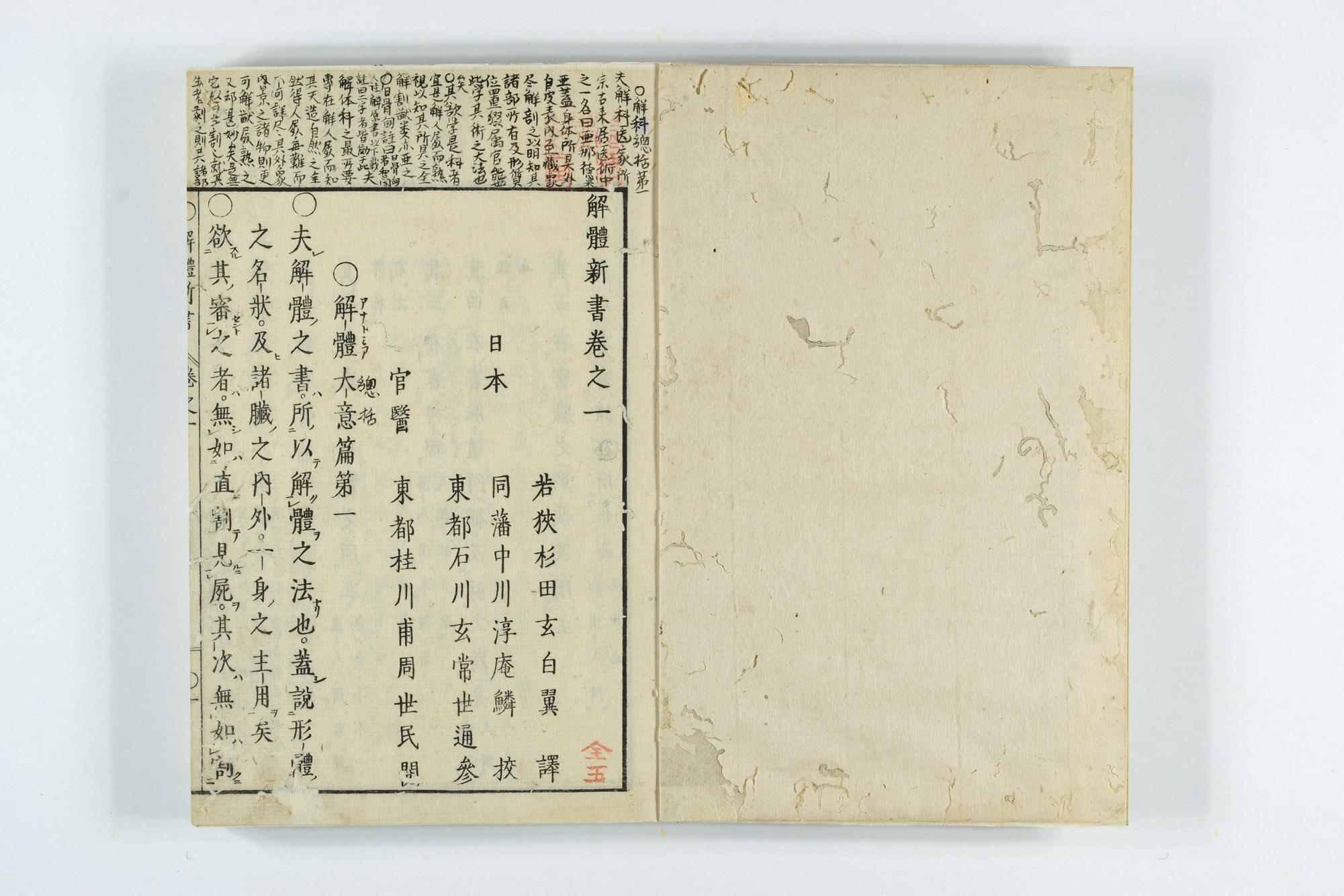
제1권 (사가 대학 지역학 역사문화연구센터 소장)

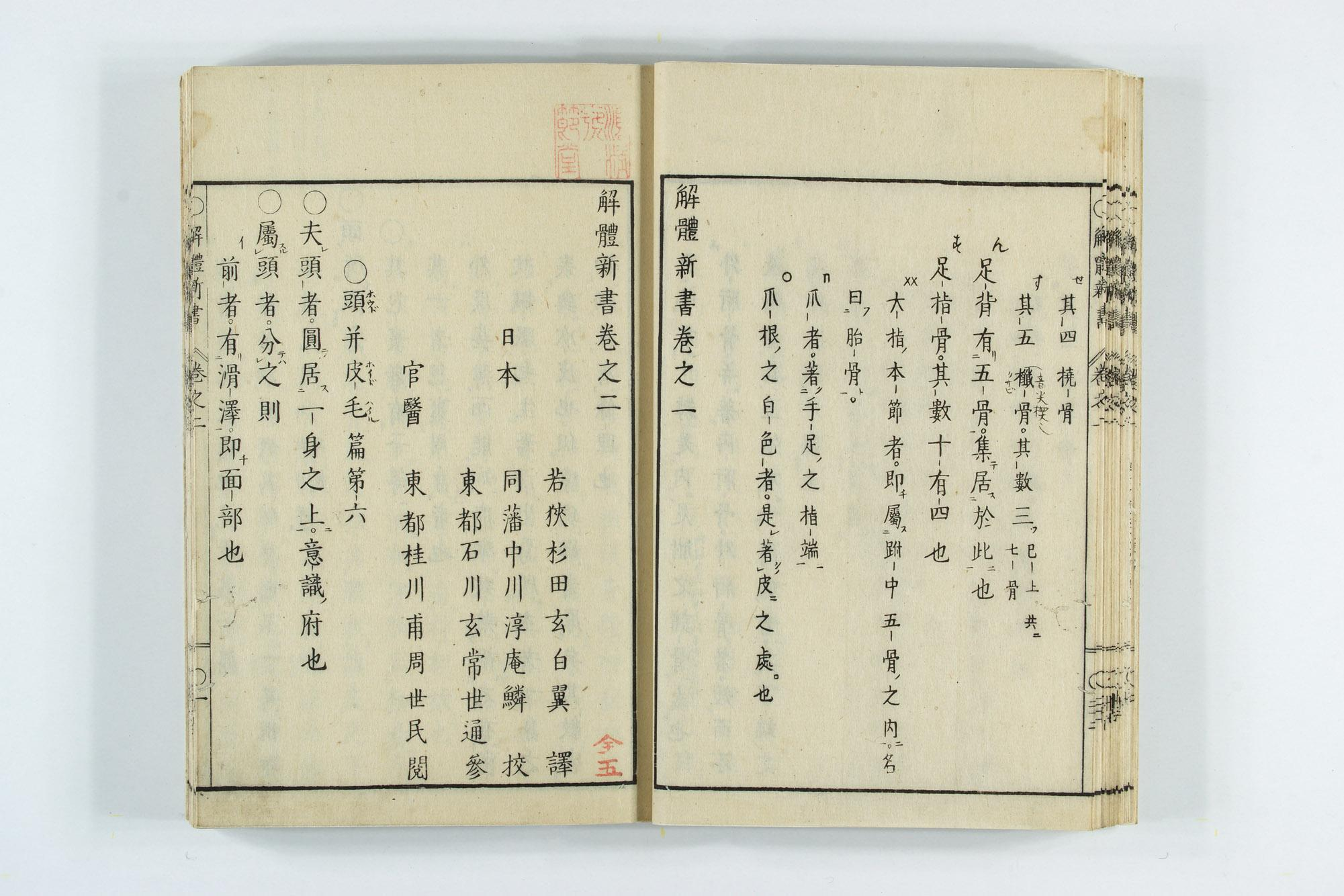
제2권 (사가 대학 지역학 역사문화연구센터 소장)

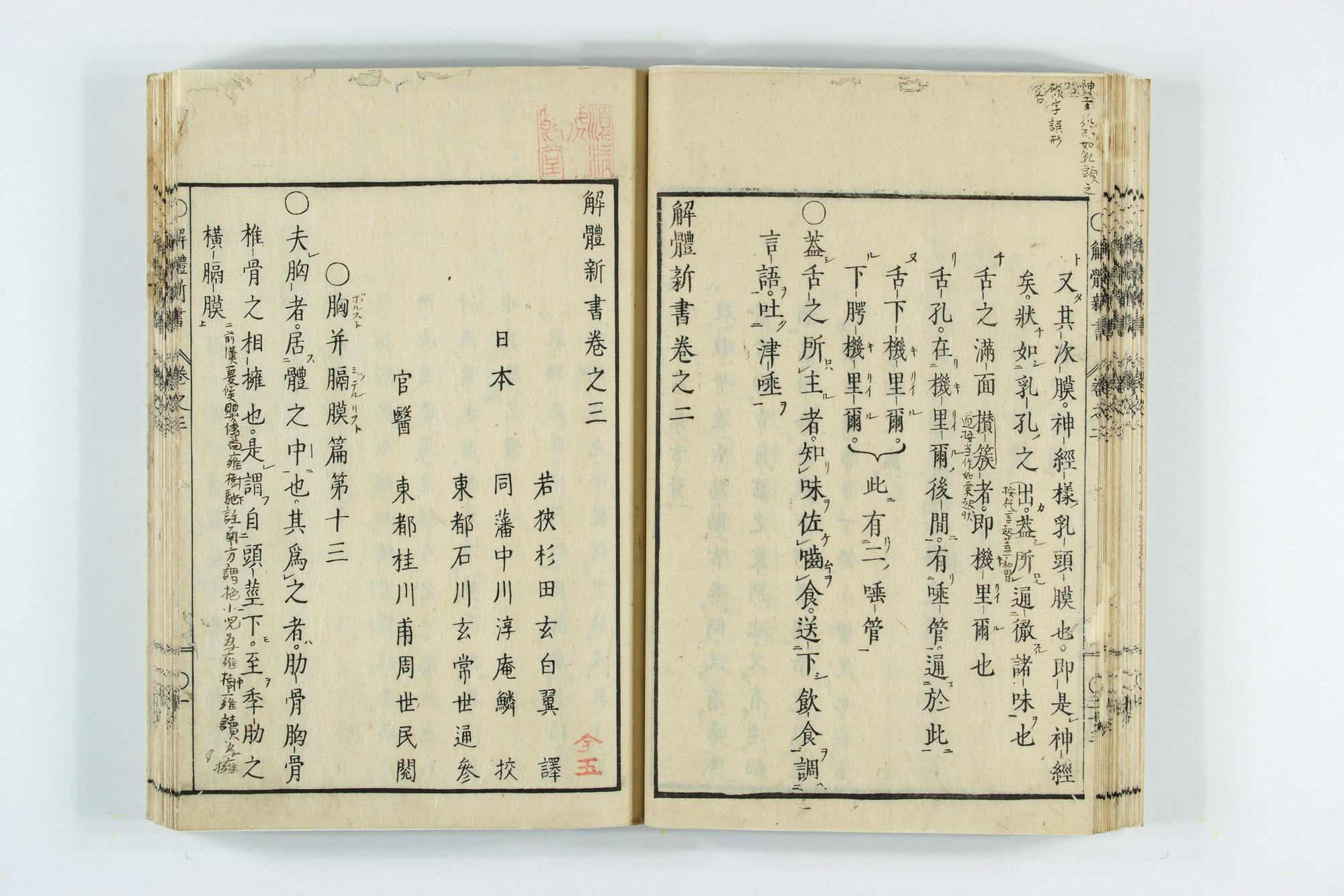
제2권 (사가 대학 지역학 역사문화연구센터 소장)

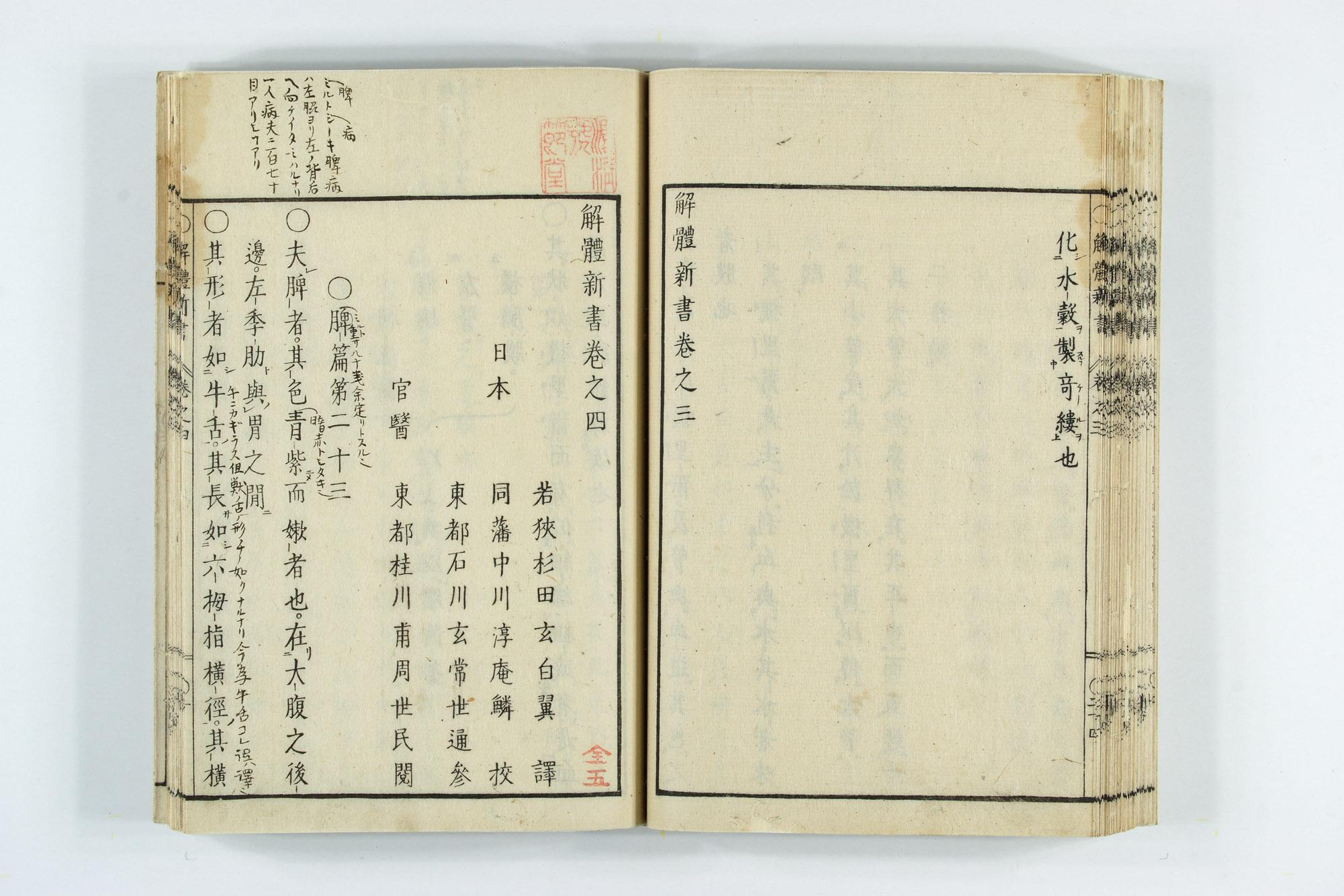
제2권 (사가 대학 지역학 역사문화연구센터 소장)

《해체신서》는 일반적으로 《타펠 아나토미아》의 번역서라고 하는데, 그 외에도 《톤뮤스 해체서》, 《블랑카르트 해체서》, 《카스팔 해체서》, 《코이델 해체서》, 《앰블 외과서 해체편》, 《헤스린키스 해체서》, 《파르헤인 헤체서》, 《발시토스 해체서》, 《미스켈 해체서》 등을 참고하고 있으며, 표지는 《바르에르다 해부서》를 기반으로 만들어졌다. 또한 중국의 의학서와 의견도 영향을 미쳤다. 간단한 축어 번역이 아니라, 스기타 겐파쿠 등의 손에 의해 재구성된 의학서이다.
또한, 곳곳에 "날개 닫기"라는 주석이 달려 있다. 여기에 보이는 "날개(翼)"는 스기타 겐파쿠의 본명이다. 쿨무스의 책 내용의 50% 이상을 차지하는 긴 각주는 모두 삭제되었다.
본문은 4권으로 나뉘어 있다. 각각의 내용은 다음과 같다. 그림은 별도로 한 권으로 정리되어 있다.
- 제1권

총론, 형태, 명칭, 신체 부위, 골격, 관절 총론 및 각론
- 제2권

머리, 입, 뇌, 신경, 눈, 귀, 코, 혀
- 제3권

가슴, 횡격막, 폐, 심장, 동맥, 정맥, 문맥, 복부, 장, 위, 장간막, 암죽관, 이자
- 제4권

지라, 간, 쓸개, 콩팥, 방광, 생식기, 임신, 근육
삽화는 한 권으로만 구성된다.

## 이후의 영향
《해체신서》 간행 후에 의학이 발전한 것은 물론, 네덜란드어의 이해가 진행되어, 쇄국 하의 일본에서 서양 문물을 이해하는 기초가 생긴 것은 중요하다. 또한 오오츠키 겐타쿠 등의 인재가 육성되는 계기가 되었다.
번역 시에 "신경(神經)", "연골(軟骨)", "동맥(動脈)" 등의 단어가 만들어져 오늘날까지도 사용되고 있다. 수많은 해부학 용어가 한자로 번역되었다. 무엇보다도 최초의 번역이라고 하는 특성상 어쩔 수 없는 것이지만, 《해체신서》에는 오역도 많았기 때문에 나중에 오오츠키 겐타쿠가 다시 번역해 《중정해체신서》를 1826년(분세이 9년)에 간행했다. 덧붙여 "십이지장"이란 이름은 오역이었지만, 정정되지 않고 현재에 이르러, 정식 의학 용어로 정착해 버렸다"라고 하는 것은 속설이다(십이지장 문서를 참조).
스기타 겐파쿠는 말년에《난학사시》라는 저서에서 《해체신서》의 번역 시의 모습을 기록하였다. 이 책은 일본 의학의 근대화에 관한 저술에 큰 영향을 미쳤다.
초판은 규슈 대학 의학 도서관, 쓰야마 양학 자료관, 나카츠시 오에 의가 사료관 등에 소장되어 있다. 기후현 가카미가하라시에 있는 나이토 기념 쿠스리 박물관에도 전시되고 있으며, 박물관의 디지털 아카이브에서 내용을 열람할 수 있다.
또한, 전5권 모두를 기증받은 돗토리 현립 도서관에서는 2022년 8월에 원자료의 전시가 진행되었다.

## 본뜻을 바꿔서 쓰는 사례
본뜻을 바꿔서 "○○에 대해 해설한 책"으로써 "해체신서"라는 말이 쓰이는 경우가 있다. 일반용 해설서나 민화나 애니메이션을 연구한 이른바 미본, 텔레비전의 지적 버라이어티 프로그램 등에 자주 사용된다. 예를 들면 "도코로씨의 20세기 해체신서", "모노즈쿠리 해체신서", "데빌맨 해체신서" 등이 있다.

## 같이 보기
- 스기타 겐파쿠
- 나카가와 쥰안
- 사타케 요시아쓰
- 히라가 겐나이
- 타펠 아나토미아
- 해체약도
- 사타케 요시아츠
- 스하라야 이치베에
- 난학사시
- 해체신쇼 – NHK의 교양 프로그램
- 해체진서 – 카도카와 발매의 게임 공략집 시리즈

## 주해
1. ↑  일본어 음사례: 아나토미쉐 타벨렌. cf. 발음의 출처: wikt:en:anatomisch, wikt:en:Tabellen
2. ↑  일본어 음사례: 온트레이트쿤디헤 타페레. 마지막 n은 묵음(발음하지 않는 표음문자).
3. ↑  《타펠 아나토미아》는 일본제 네덜란드어(일본제 외래어의 네덜란드어판)로 단어 구성은 [nl: tafel〈=table, 책상. ※중기 네덜란드어 "tafele"의 어의 중에 「list；목록」이 있다〉＋ anatomie〈=anatomy, 해부학〉]. 오해를 받고 있는 경우나 설명 부족인 경우가 매우 많지만 《타펠 아나토미아》는 《해체신서》의 저본인 난역본을 가리키는 것이지, 원서인 쿨무스의 《Anatomische Tabellen》을 말하는 것은 아니다. 또한 앞에서 언급했지만 원서에 일본어 이름은 없다.

## 참고 문헌
- 요한 아담 쿨무스 (1994년 4월). 《해체신서 서도》. 번역 스기타 겐파쿠 (일본어 번역). 치레키샤. ISBN 4-88527-131-2. OCLC 675555962.ISBN 978-4-88527-131-1。
  - 저본: 쿨무스, 요한 아담 (1734). 《Ontleedkundige tafelen》 (네덜란드어). 번역 Gerard Dicten . 암스테르담: By de Janssoons van Waesberge. 필요 이상의 변수가 사용됨: |author= 및 |last= (도움말) ※ 통칭 《타펠 아나토미아》 다만, 링크는 1978년 간행된 복각판.
- 요한 아담 쿨무스 (1998년 8월 (구판은 1982년)). 《해체신서 전현대어역 신장판》. 코단샤 학술문고 1341. 번역 스기타 겐파쿠 (일본어 번역), 사카이 시즈 (현대 일본어 번역). 코단샤. ISBN 4-06-159341-2. OCLC 47308584. ISBN 978-4-06-159341-1。
저본: 위와 동일.
- 오가와 테이조 (1968). 《해체신서–난학을 일으킨 사람들》. 중공신서. 츄오코론샤. ASIN B000JA4R3M.
- 타카시나 슈우지 감수, 편집. (1996년 12월). 《에도 속의 근대 아키타 란화와 《해체신서》》. 요로 타케시, 하가 토우루 외. 치쿠마쇼보. ISBN 4-480-85729-X. OCLC 675395411.ISBN 978-4-480-85729-3。
- 요시무라 아키라 (改版2012年9月). 《겨울의 매》. 신조문고. 신초샤. ISBN 4-10-111705-5. OCLC 812155202. ISBN 978-4-10-111705-8。
- 와시오 아츠시 (2006). 《해체신서와 오다노 나오타케》 복각판. 무메이샤슈판. ISBN 4-89544-438-4. OCLC 85771884.ISBN 978-4-89544-438-5。

## 관련 문헌
- 다카하시 노부아키 《스기타 겐파쿠 탐방》 아츠사쇼인, 2006년
- 《해체신서 복각판》 니시무라 쇼텐 편집부편, 간행 2016년, ISBN 4890134638